# 寺地永
寺地 永（てらじ ひさし、1964年4月5日 - ）は、日本の元プロボクサー、実業家、政治家。元日本ミドル級王者、OPBF東洋太平洋ライトヘビー級王者。京都府城陽市出身。BMBスポーツジム会長。立命館大学経営学部卒業。身長189cm。世界ライトフライ級2団体統一王者の寺地拳四朗の父。

## 来歴

### 現役時代
- 7歳で父親を亡くし、母子家庭で育つ。1984年4月立命館大学経営学部経営学科（元プロ野球選手古田敦也とは同期同学科）に進学後直ぐにボクシング部に入部。大学時代には母親も亡くなる。大学卒業後は一時商社にて勤めていたが、ボクシングを諦めきれず、プロとなった。アマチュアでの戦績は49勝25KO3敗。重量級とは思えないスピードと、アマチュア出身者に多い小技のうまさもあり、テクニシャンとして知られた。
- 1989年7月25日、スーパーウェルター級でデビューし1RKO勝利。
- 1990年5月17日、階級をミドル級に上げ4戦4勝3KOで西條岳人の持つ、日本タイトルに挑戦するも10R引分で奪取ならず。
- 1991年4月16日、1戦の引分を挟み、再度西條に挑戦するも、またもや10R引分。
- 1992年2月17日、2戦し2勝後、西條から1991年10月28日にタイトルを奪取した竹原慎二に挑むも2RKO負け。これがプロで唯一の敗戦となった。なお、試合前のときに竹原のガン付けに負けじと睨み返し、竹原が激高して、レフリーが割って入る場面があった。
- 1993年8月16日、2戦2勝後、竹原が返上したタイトルを王座決定戦で手に入れたビニー・マーチンに挑み、10R判定で念願の日本タイトルを手に入れる。
- 1995年5月18日、3回防衛した日本タイトルを返上。
- 1996年4月27日、李旺変が返上した東洋太平洋ライトヘビー級タイトル戦を賭け、ガース・カッション（オーストラリア）と戦う。12R判定で勝利し戴冠。
- その後4度防衛。特に日本人同士のタイトル戦となった西澤ヨシノリ戦は12R判定にもつれる熱戦となった。しかし、日本国内では重量級であることもありスパーの相手にも不足し、タイトル戦前には単身でアメリカに遠征するような状態で、また陽光アダチジム自体の経済状況も芳しくなく、1999年6月には、JBCに試合ができるように申し出をするという異例の状態に置かれていた。そして2000年9月6日の西澤戦以降世界ランカーおよび東洋太平洋チャンピオンであるにもかかわらず、挑戦者も現れず1年間試合が行えない状況のためタイトル剥奪を東洋太平洋ボクシング連盟に宣告されるなどの不運に見舞われた。
- 2001年10月17日、東洋太平洋タイトルを返上し引退を表明。現役王座は37歳定年に関係なく引退しなくてよいという当時の新規定適用第一号であった。

### 引退後
- 引退後は、有限会社システムサポート（後B.M.Bクリーンサービス）を営み経営者となった。
- 2003年4月27日に行われた、現役時代の後援者の熱心な後押しもあり、城陽市議会議員選挙に民主党公認で出馬し、定員24名中1312票の14位で当選し市議となった。
- 2005年3月13日、京都府宇治市の京阪宇治駅近くにB.M.Bスポーツジムを設立、会長に就任。
- 2006年11月5日、ビータイト主催「ザ・おやじファイト」のセミファイナルに出場。交通費・チケットノルマ全て自腹という環境の中、元アマチュア全日本ミドル級王者大江至と戦い勝利した。その際、海外でも良いので現役に復帰したい意向を述べた。
- 2007年4月22日、城陽市議会議員選挙に当選し市議2期目。
- 2011年4月24日、城陽市議会議員選挙に落選。
- 次男拳四朗は奈良朱雀高等学校、関西大学ボクシング部を経て（※重量級の父とは逆でアマでは一番軽いライトフライ級だった）、2014年8月にB.M.Bスポーツジムからプロデビューし、3組目の親子日本王者の他父の果たせなかった世界王者となった。